# Huracán Ingrid

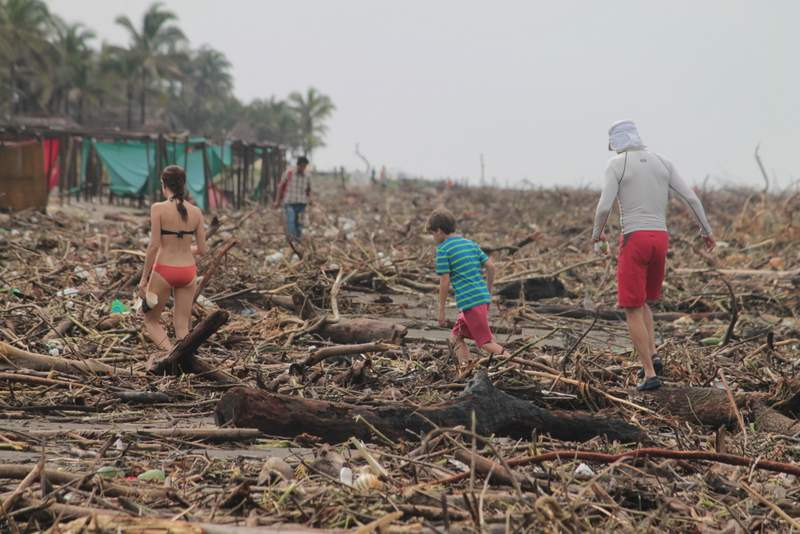
Estragos del huracán Ingrid

El huracán Ingrid fue el segundo huracán de la temporada de huracanes del 2013 y el más destructivo de la temporada, aunque no fue el más intenso. Ingrid se desarrolló a partir de la depresión tropical Diez, formada el día 12 de septiembre cuando un avión de reconocimiento informó que el sistema había definido un centro de circulación y organizó una convección profunda, frente a las costas de Veracruz en México. 
Rápidamente el gobierno del país emitió una alerta por lluvias tormenta en playas de Coatzacoalcos hasta la barra de Nautla, incrementó en su tamaño, además que datos del avión cazahuracanes mostraron vientos mayores a 45 nudos (75 km/h) evidenciaron la formación de la Tormenta tropical Ingrid, mientras se ubicaba a 95 kilómetros al este-noreste de la ciudad de Veracruz. Por eso, el Sistema Nacional de Protección Civil emitió alerta naranja para el estado de Tabasco, y el sur del Estado de Veracruz. Lluvias torrenciales provocados por el sistema combinados con las bandas nubosas de la Tormenta tropical Manuel, empezaron a reportarse sobre los estados de Chiapas, Guerrero y Oaxaca durante el día 14 de septiembre Ingrid alcanzó la categoría uno en la Escala de Saffir-Simpson, manteniéndose así todo el día.

## Efectos de Ingrid
Durante los días 15 y 16 de septiembre, Ingrid en convergencia con el Huracán Manuel en el océano Pacífico, provocaron lluvias intensas en 22 de los 32 estados de la república mexicana, Ingrid y Manuel dejaron a su paso más de 200.000 damnificados y 157 muertos al menos a su paso en México. Los principales estados que resintieron los efectos de Ingrid fueron Veracruz e Hidalgo.
Finalmente el 17 de septiembre a las 09:00 UTC Ingrid se disipó sobre las montañas del norte en México.
El fenómeno conocido como Ingrid-Manuel fue la segunda acción en que dos fenómenos de este tipo interactúan y azolaran de esta forma México, el fenómeno está entre los fenómenos más costosos de dicho país y de los más mortíferos.

## Retiro del nombre deIngrid
El nombre Ingrid fue retirado por la Organización Meteorológica Mundial en primavera del 2014,  fue sustituido por Imelda a partir de la temporada del 2019. El nombre de Manuel también fue retirado en el Pacífico. Fue apenas la segunda temporada en donde se usó el nombre de Ingrid ya que había remplazado a Iris después de la temporada 2001.
- Datos: Q14917757
- Multimedia: Hurricane Ingrid (2013) / Q14917757